# Хингано-Архаринский заказник
Хингано-Архаринский заказник — государственный природный заказник федерального значения в Амурской области.

## История
Заказник был учреждён 11 апреля 1958 года. Главной целью заказника является сохранение, восстановление и воспроизводство редких видов животных, занесённых в Красные Книги МСОП и РФ.

## Расположение
Заказник располагается в междуречье рек Дыды и Урин, в юго-восточной части Архаринского района Амурской области. Общая площадь заказника составляет 48 800 га.

## Климат
Континентальный с чертами муссонного. В январе средняя температура — −29,5 °С, в июле — 19 °С. Среднегодовое количество осадков составляет около 700 мм.

## Флора и фауна
На территории заказника преобладают кедрово-широколиственные леса. Распространены ель аянская, пихта цельнолистная и кедр корейский, а также встречаются лиственница даурская, дуб монгольский, липа амурская, виды берёзы, клён, ясень монгольский. В заказнике произрастают 8 видов растений, занесённых в Красную книгу РФ: башмачок крупноцветный, башмачок настоящий, калипсо луковичная, лилия Буша, лилия даурская, лимонник китайский, пион молочноцветковый, пион обратнояйцевидный. На территории заказника обитает до 300 видов позвоночных животных. Типичными представителями фауны заказника являются лось, изюбрь, кабарга, дикий кабан, косуля, соболь, выдра, норка, енот, заяц-беляк, маньчжурский заяц. Здесь гнездятся редкие виды птиц, занесённые в Красную книгу РФ: орлан-белохвост, чёрный аист, дикуша, скопа.